# Josep Maria Ainaud de Lasarte
Josep Maria Ainaud de Lasarte (Barcelona, 13 de juny del 1925 - Barcelona, 9 d'agost de 2012) fou un historiador, promotor cultural, advocat, periodista i polític català. Estudiós de personatges emblemàtics del catalanisme com Francesc Macià, Francesc Cambó, Ventura Gassol i Enric Prat de la Riba, la seva obra gira al voltant de la difusió de la cultura i la història de Catalunya.
| «                             | Joan Ainaud és una autèntica enciclopèdia, ho sap tot. I el que no sap, ho sap el seu germà Josep Maria | » |
| — Alexandre Cirici i Pellicer | |   |

## Biografia

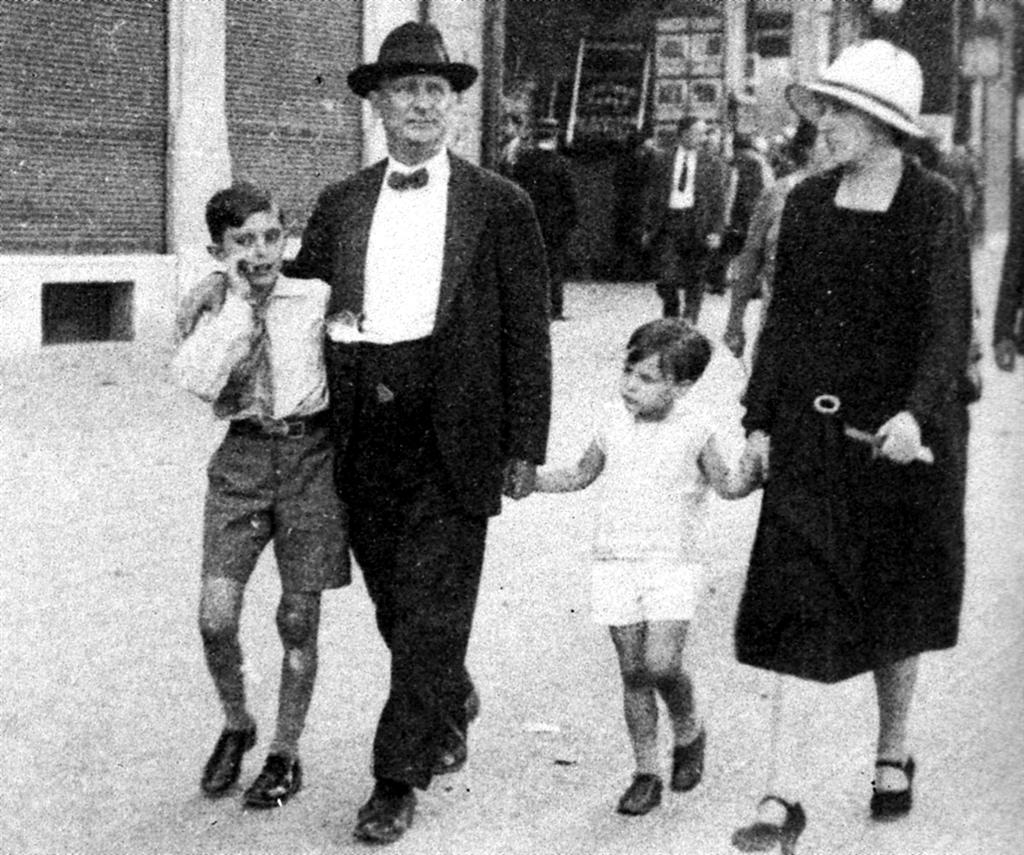
Amb el seu pare Manuel, la seva mare Carme i el seu germà Joan el 1932

Fill de Manuel Ainaud Sánchez, germà de Joan Ainaud de Lasarte i net de Carme Karr.

### Joventut
Estudià a l'Escola Montessori de l'Ajuntament de Barcelona i a l'Institut-Escola de la Generalitat de Catalunya. Acabà el batxillerat amb premi extraordinari a l'Institut Menéndez y Pelayo, on coincidí amb Oriol Bohigas, Josep Martorell, Vincenç Lázaro i Robert Vergés. Es va llicenciar en dret per la Universitat de Barcelona (1952), on coincidí amb Joan Reventós i Carner, Alberto Oliart, J.A. Linatti, Francesc Casares, Josep Espar i Ticó i Jordi Cots. Deixeble de Ferran Soldevila i Agustí Duran i Sanpere als Estudis Universitaris Catalans i a l'Institut Municipal d'Història.

### Activisme polític

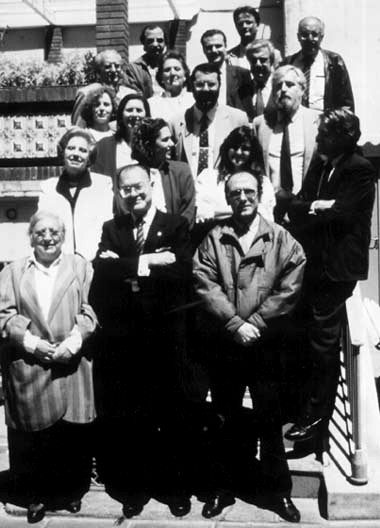
Ainaud de Lasarte amb l'equip del grup municipal a l'Eixample

Durant la Segona Guerra Mundial col·laborà amb els aliats passant informació als anglesos sobre els moviments de vaixells al port de Barcelona i pilots i fugitius per la frontera dels Pirineus. Es llicencià en dret a la Universitat de Barcelona, on va militar en grups de resistència antifranquista i catalanista com Miramar, la FNEC, de la que seria secretari general entre 1946 i 1952, i el Front Universitari de Catalunya. El 1948 fundà la Societat Catalana d'Estudis Jurídics, Econòmics i Socials, filial de l'Institut d'Estudis Catalans. Va ser promotor de l'Antologia poètica universitària (1949), i col·laborà amb Josep Benet i Morell i Edmon Vallès. El 1957 es va casar amb Carmen Agustí i Badia, filla de la cantant Conxita Badia.
Fundà el Grup d'Advocats Demòcrates (GAD, 1974). El 1976 es va afiliar a Convergència Democràtica de Catalunya, de la qual va arribar a ser membre del Consell Nacional, president de la Mesa del Consell de Barcelona, responsable de la Sectorial de Cultura i president del VI congrés nacional. Fou diputat al Parlament de Catalunya per la coalició Convergència i Unió del 1980 al 1984 i regidor de l'Ajuntament de Barcelona del 1987 al 1990, essent regidor-president del districte de l'Eixample.
Fou assessor personal d'en Jordi Pujol en temes de cultura; qui el cita com un dels seus mestres a les seves memòries.
Al llarg de la seva vida va rebre diversos premis, entr els que destaquen el Premi d'Honor Lluís Carulla 1994 (juntament amb el seu germà); la Medalla d'Honor de la Ciutat de l'Ajuntament de Barcelona. També va rebre la medalla President Macià de la Generalitat de Catalunya (2000) i la Medalla d'Or de la Generalitat de Catalunya (2012).

### Activisme cultural
Soci d'honor d'Òmnium Cultural, de l'Ateneu Enciclopèdic Popular, de l'Associació d'Escriptors en Llengua Catalana i del Foment Martinenc, patró d'honor de la Fundació Orfeó Gracienc, així com de nombroses entitats culturals. Va ser president dels Amics de l'Institut Escola i dels Amics de la Ciutat (Barcelona), així com del Quart Congrés Nacional de la Gent Gran, vicepresident dels Amics de la Unesco i de la Fundació Jaume Font, i membre de la junta de l'Ateneu Barcelonès. Fou membre de la Societat Catalana de Pedagogia, patró de la Fundació Joan Maragall, de la fundació Carles Pi i Sunyer, de la Fundació Baruch Spinozza, de la Fundació Maria Aurèlia Capmany i de la Casa-Museu Prat de la Riba (Castellterçol), entre d'altres.
Va col·laborar en les commemoracions organitzades per la Generalitat de Catalunya: Mil·lenari de Catalunya, Centenari de les Bases de Manresa, Catalunya/Amèrica, Any Ferran Soldevila, Any Artur Martorell, Any Pere Vergés... Va ser comissari adjunt del Pavelló català a l'Expo 92 de Sevilla.

### Darrers anys
Home fortament vinculat a l'activitat cultural del país, va romandre actiu fins als darrers anys de la seva vida. El 12 de juny de 2008 se li va retre un multitudinari homenatge públic al Museu d'Història de Catalunya.

## Obra

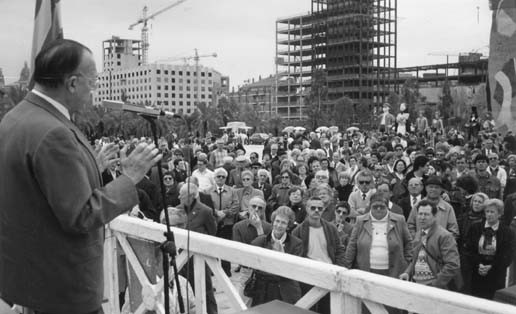
Josep Maria Ainaud de Lasarte fent un discurs durant la inauguració de la plaça dedicada al seu pare Manuel Ainaud a Barcelona (1995)

La seva obra gira al voltant de personatges emblemàtics del catalanisme com Francesc Macià, Francesc Cambó, Ventura Gassol, Enric Prat de la Riba, la difusió de la cultura i la història de Catalunya, així com el culte a Sant Jordi. Destaquen llibres com Prat de la Riba, home de govern i Ministres catalans a Madrid.
Durant més de 30 anys, va col·laborar a la revista Historia y Vida i a les Nadales de la Fundació Lluís Carulla. Col·laborà activament a la Gran Enciclopèdia Catalana i a la revista Món jurídic del Col·legi d'advocats de Barcelona. També va col·laborar a la premsa i a revistes d'arreu de Catalunya, i donà conferències a més de 300 localitats de Catalunya, Espanya, Europa i Amèrica. A la ràdio i a la televisió: Catalunya Ràdio (El matí de Catalunya Ràdio), COM Ràdio (Entre la memòria i l'oblit, amb Sílvia Cóppulo), TV3 (L'indret de la memòria i Història de Catalunya), i TVE-Catalunya (Les nostres coses), així com a altres ràdios i televisions catalanes d'àmbit local o comarcal. Joaquim Maria Puyal li dedicà Un tomb per la vida i Josep Maria Espinàs un Personal i intransferible, a TV3.

### Publicacions
- Pintura románica catalana. Ed. Vergara, 1962 (56 pàgs.). Llibre publicat en castellà en tirada limitada a mil exemplars per als assistents al setzè Congrés de la Unió Internacional d'Editors celebrat a Barcelona al maig de 1962.
- Prat de la Riba, home de govern (1973), Ariel, amb Enric Jardí
- Domènech i Montaner (1974)
- Els cinquanta anys del Dia del Llibre, Barcelona, Gremi d'Editors / Ed. Bruguera, 1976.
- Els anys del franquisme, Barcelona, Dopesa, 1978, amb Borja de Riquer i Josep Maria Colomer.
- Símbols de Catalunya (1978)
- Immigració i reconstrucció nacional de Catalunya, Barcelona, Blume, 1980.
- Ventura Gassol, Barcelona, Nou Art Thor, 1984.
- Macià. Barcelona, Nou Art Thor, 1987.
- Catalunya, Barcelona, Departament de Comerç, Consum i Turisme de la Generalitat de Catalunya, 1988 (traduït al castellà, anglès, alemany i francès)
- Prat de la Riba, Barcelona, Edicions 62, 1992.
- Francesc Cambó, Barcelona, Labor cop., 1992.
- Barcelona, puerta europea a América, Barcelona, Edimurtra, 1993.
- Barcelona, puerta europea de América, Barcelona, Edimurtra, D. L., 1993, 281 p., 19 cm.
- Barcelona 1888-1992, edició de bibliòfil, il·lustrada amb gravats a l'aiguafort per vint artistes [Josep Amat i cols.] Olot, 1994 (Imp. Aubert) 211 p.
- El llibre negre de Catalunya, Barcelona, Planeta (1996)
- Ministres catalans a Madrid, Barcelona, La Campana (1996)
- Barcelona en clau de pau, Barcelona, Edimurtra, (1998) 166 p.
- Mestres que han fet Catalunya, Ed. Mediterrània (2002)
- Barcelona, anys trenta (2005)
- Carme Karr. Barcelona: Infiesta, 2008.

Altres obres:
- Barcelona: el somni de Don Bosco, conferència pronunciada al Palau de la Generalitat de Catalunya el dia 8 d'abril de 1986. Barcelona, 1986 (Barcelona, Imp. Institut Politècnic, Escoles Professionals Salesianes) 35 pg.
- El 1998 va publicar amb Albert Balcells i González l'obra completa d'Enric Prat de la Riba.
- Petita història de Montserrat, traduïda al castellà, anglès, francès, italià i japonès.

## Premis i reconeixements

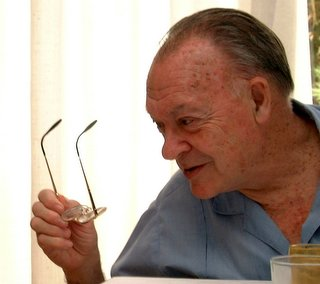
Josep Maria Ainaud de Lasarte

- 1994 - Premi d'Honor Lluís Carulla, juntament amb el seu germà
- 1970 - Premi Alós Moner de l'Institut d'Estudis Catalans
- 1972 - Premi Reynals de l'Il·lustre Col·legi d'Advocats de Barcelona per Prat de la Riba, home de govern
- 2006 - Medalla d'Honor de la Ciutat de l'Ajuntament de Barcelona
- 2000 - Medalla President Macià de la Generalitat de Catalunya.
- 2012 - Medalla d'Or de la Generalitat de Catalunya[15]
- Ginesta d'Or de Tossa de Mar
- Premi Jaume I, per la seva actuació de promotor de la cultura catalana.[12]

## Curiositats
- Albert Manent li dedicà el capítol "La pròdiga generositat" del seu llibre "Solc de les hores: retrats d'escriptors i polítics", editat per Destino, 1988.[16]

- Va fer servir els pseudònims "David Ferrer", "Manuel Sánchez Karr" i "Stanton B. Clayton". Durant el franquisme, solia signar "J. M. Ainaud" perquè no li castellanitzessin el nom.

- Josep Benet, al parlament de concessió del Premi Lluís Carulla als germans Ainaud (1994): "Un primer tret d'ambdós guardonats cal remarcar, com ho ha fet Albert Manent a les pàgines de l'Avui, el seu saber enciclopèdic." (…) Al costat d'aquest tret, crec que cal remarcar-ne un altre: ambdós germans alhora que homes de saber, han estat homes d'acció. I ho han estat durant una extensa i intensa vida. Talment ho han estat que, alguna vegada, en aquests darrers anys en què. gràcies a la recuperació de la democràcia, han pogut actuar públicament amb normalitat, davant les nombroses conferències i publicacions d'un i altre, i, a més, de l'actuació política de Josep Maria, algú amb bona fe ha preguntat: Però, quants són els germans Ainaud?" (…) "Josep Maria, ja des dels mateixos anys quaranta, actuava especialment en el camp de la difícil clandestinitat d'aquella època. Així, el descobrim com a militant i després dirigent del Front Universitari de Catalunya, l'organització universitària de la qual el mes vinent s'escaurà el cinquantenari de la celebració del seu Primer Congrés, el trobem com a dirigent de la FNEC, la Federació Nacional d'Estudiants de Catalunya, com a membre de l'organització clandestina Miramar, presidida per Maurici Serrahima. com a activista en l'obra de la Comissió Abat Òliba, com a assistent als cursos clandestins dels Estudis Universitaris Catalans i com un dels promotors de la creació de la Societat Catalana d'Estudis Jurídics. Econòmics i Socials, l'any 1948. la qual esdevindria filial de l'Institut d'Estudis Catalans." (…) "Gràcies, amics, perquè amb la vostra actuació generosa, entusiasta i eficient, des dels negres anys quaranta, heu contribuït que avui, recuperada l'autonomia perduda l'any 1939, torni a ser possible, malgrat tots els obstacles i incomprensions, d'aconseguir aquell vell ideal que era i és convertir el nostre poble en un poble normal a l'occident europeu."
- En Joan Rañe, a la salutació del llibre de Cristian Ferrer González "Lluitadors quotidians" el cita dient: "Deia l'historiador Josep Maria Ainaud de Lasarte que la història local no és diferent de la història general i que una i altra formen part de la mateixa història".[cal citació]
- En morir, va donar el seu cos a la ciència.[cal citació]